# Nguyễn Khắc Trường
Nguyễn Khắc Trường (1946 -- ) est un écrivain vietnamien. Son œuvre Des fantômes et des hommes a été traduit en français.

## Œuvre littéraire
- Des fantômes et des hommes (1996)